# Lars Cavallin
Lars (Laurentius) Cavallin (15 de agosto de 1940-18 de junho de 2017, Borås, Condado de Västra Götaland )  era um padre sueco e teólogo e escritor católico romano.

## Vida
Cavallin era de origem sueca. Ele se converteu ao catolicismo romano do luteranismo em 1958, um mês depois de sua mãe. Seu irmão César era sacerdote da Igreja da Suécia e também monge e prior do mosteiro de Östanbäck, mas ele se converteu à Igreja Católica Romana em 2016.
Em 1968, ele recebeu sua ordenação sacerdotal. Em 1974 Cavallin esteve em Roma defendeu seu trabalho Dogma and dogma development with Adolf von Harnack e foi nomeado monsenhor.
Cavallin era doutor em teologia e escreveu vários livros sobre a Igreja Católica Romana e traduziu o Catecismo da Igreja Católica .
Ele esteve envolvido em vários projetos sociais na Terra Santa. Em 2003, Cavallin foi nomeado para a Ordem do Santo Sepulcro de Jerusalém pelo cardeal-grão-mestre Carlo Furno e foi nomeado grão-príncipe do recém-fundado Statthalterei Schweden des Papte Laienordens. Em 2007, ele foi sucedido por Anders Arborelius, arcebispo de Estocolmo e desde 2017 cardeal da Igreja Católica Romana. Ele foi o primeiro sueco a receber o prêmio especial do Santo Sepulcro em Jerusalém.
Entre o outono de 2006 e a primavera de 2007, ele foi ministro da igreja na Paróquia Cristo Rei, a mais antiga das três comunidades da igreja católica romana em Gotemburgo. Ele também foi reitor da diocese católica de Estocolmo e bispo do sul da Suécia. Cavallin é conhecido por seu interesse na liturgia romana mais antiga, que muitas vezes celebrava tanto privada quanto publicamente.
Cavallin publicou vários livros e numerosos artigos. Ele traduziu o catecismo da Igreja Católica para o sueco.

## Trabalho
- Dogma and dogma development with Adolf von Harnack, Volkach, 1976.
- Catholic Church in the World of Today, 1981.
- Faith and Life in the Catholic Church, 1982.
- Catholic Church in Sweden 1783–1983: A Historic Lookout, 1983.
- Pending in modern times, Ängelholm, 2006, ISBN 91-86428-27-6.
- Benedict XVI: A Theological Introduction, Ängelholm, 2009, ISBN 978-91-85608-14-0.

### Tradução
- Catecismo da Igreja Católica, Catholica 2010, ISBN 978-9185608256.